# 石生驼蹄瓣
石生驼蹄瓣（学名：Zygophyllum rosovii）是蒺藜科驼蹄瓣属的植物。分布于蒙古、中亚以及中国大陆的新疆、甘肃等地，生长于海拔380米至3,200米的地区，常生长在砾石低山坡、洪积砾石堆及石质峭壁，目前尚未由人工引种栽培。

## 别名
石生霸王（中国沙漠植物志） 若氏霸王（内蒙古植物志）

## 异名
- Zygophyllum rosovii Bunge var. latifolium (Schrenk) M. Pop.